# Liste von Glockenmuseen
Als Glockenmuseum wird ein Museum bezeichnet, welches über die Geschichte und die Technik des Glockengusses informiert. Oft können die Besucher Glocken anhören oder selbst läuten.
Museen und Sammlungen von Glocken und Materialien zur Geschichte der Glockenherstellung bestehen in zahlreichen Ländern. Oft entstanden sie am Sitz traditionsreicher Glockengießereien in der Funktion von Firmenmuseen. Kleinere Gruppen von Glocken gehören zu den Beständen vieler kulturgeschichtlicher Museen. Einzelne Sammlungen sind vorwiegend kleinen Objekten wie Handglocken und Schellen gewidmet.

## Glockenmuseen in aller Welt
Belgien
- Glockenturm- und Glockenmuseum Tellin

China
- Glockenmuseum im Dazhong-Tempel, Peking

Dänemark
- Dänisches Glockenmuseum, Sommersted

Deutschland
- Glocken- und Stadtmuseum, Apolda
- Glocken der Skulpturensammlung des Bode-Museums, Berlin
- Deutsches Glockenmuseum, Gescher
- Westfälisches Glockenmuseum, Gescher
- Glockenwelt auf Burg Greifenstein, Greifenstein (Hessen)
- Glockenmuseum Stiftskirche Herrenberg im Turm der Stiftskirche, Herrenberg
- Glockenmuseum Laucha, am Standort der ehemaligen Glockengießerei Ulrich, Laucha an der Unstrut
- Mittelalterliche Bronzen in der Sammlung „Kunsthandwerk“ des Germanischen Nationalmuseums, Nürnberg
- Deutsches Glockenarchiv, seit 1966 Teil des Historischen Archivs des Germanischen Nationalmuseums
- Glockenmuseum der Glockengießerei Rudolf Perner, Passau
- Glockenmuseum Eiserfeld, Siegen

England
- Museum der Whitechapel Bell Foundry, London
- Museum der Glockengießerei John Taylor, Loughborough

Frankreich
- Glockenmuseum der Glockengießerei Paccard, Sevrier
- Musée de la cloche et de la sonnaille, Hérépian
- Europäisches Glockenmuseum L'Isle-Jourdain
- Glockenmuseum Bollée, bei der Glockengießerei Bollée, Saint-Jean-de-Braye

Italien
- Museum der Glockengießerei Marinelli, Agnone (Molise)
- Museo veneto delle campane, Montegalda

Niederlande
- Museum Klok & Peel, Asten
- Glockengießereimuseum, Heiligerlee

Österreich
- Glockenmuseum Grassmayr, Glockengießerei Grassmayr, Innsbruck

Schweiz
- Glockengiesserei H. Rüetschi, Aarau

Spanien
- Glockenmuseum Meruelo, Meruelo (Kantabrien)

USA
- Glockenmuseum der Glockengießerei Verdin Company, Cincinnati
- International Bell Museum, Evergreen (Jefferson County (Colorado)), geschlossen und zerstreut nach dem Tod seines Besitzers
- Glockensammlung Bast Bell Museum, Germantown (Wisconsin)

## Länderübersichten
- Liste deutscher Museen: Abschnitt Glockenmuseen